# Barbarbrat
Barbarbrat (Treebeard en la seva versió original anglesa) o i Fàngorn en síndarin, és un personatge fictici que forma part del legendarium creat per l'escriptor britànic J. R. R. Tolkien i que apareix en la seva novel·la El Senyor dels Anells.
És un ent, un ésser fictici la forma corporal del qual s'assembla a un arbre, guardià del bosc de Fàngorn a la fi de la Tercera edat del sol. La seva primera aparició té lloc al segon volum de la novel·la, Les dues torres, on té un paper important en la derrota del màgic Sàruman, aliat de l'enemic, i en la destrucció de la seva fortalesa, Ísengard, al costat dels hòbbits Meriadoc «Merry» Brandiboc i Peregrin «Pippin» Tuc.
Mencionat per primera vegada en una versió primitiva de La Germandat de l'Anell datada de finals de 1938, el personatge va seguir fent breus aparicions en esbossos que J. R. R. Tolkien elaborava a l'hora de continuar la trama de la història. Al principi va ser plantejat com un gegant malvat i no va arribar a adquirir la seva forma definitiva fins que l'autor va començar a escriure el capítol que porta el seu nom a Les dues torres. La seva forma de parlar està basada en la veu de l'escriptor C.S.Lewis, amic de J. R. R. Tolkien.
Barbarbrat ha aparegut en diverses adaptacions d'El Senyor dels Anells, entre les quals s'inclouen diversos videojocs, la pel·lícula animada del director Ralph Bakshi (1978), les versions radiofòniques de la BBC Radio (1955 i 1981) i la trilogia cinematogràfica de Peter Jackson (2001, 2002, 2003). La seva aparició també estava programada en els primers intents que es van realitzar per adaptar la novel·la al cinema, com el projecte escrit per Morton Grady Zimmerman (1957) o el projectat per l'empresa United Artists amb John Boorman com a director (anys 1970).

## Descripció
El personatge de Barbarbrat és un ent, una raça fantàstica creada per J. R. R. Tolkien i els membres del qual tenen una forma corporal semblant a un arbre, encara que posseeixen capacitats humanes com les de pensar, parlar o caminar. A El Senyor dels Anells és descrit com «molt robust», amb una altura d'uns catorze peus i amb la pell (o escorça) de color gris verdós, uns braços llisos i marrons, i uns peus de grans dimensions amb set dits cada un. El seu cap, també d'una mida considerable, està encaixat a les espatlles i la cara és llarga, amb una abundant barba grisa, amb branques a les arrels i florida a les puntes. Els seus ulls, descrits com a «lents i solemnials, però molt intensos», són de color castany i estan travessats per una «lluïssor verda».
| «                                                                       | Notaves com si, darrere seu, hi hagués un pou enorme, curull de les edats del record i de rumiaments llargs, lents, constants; però la seva superfície guspirejava amb el present: com el sol que brilla al fullam exterior d’un gran arbre o a les ondulacions d’un llac molt profund. No ho sé ben bé, però era com si alguna cosa que creixés a la terra... adormida, podríeu dir, o que es considerés a si mateixa com quelcom entre punta de teulada i punta de fulla, entre terra profunda i cel, s'hagués desvetllat sobtadament i t’observés amb la mateixa atenció parsimoniosa amb què havia ponderat els seus afers interns durant anys incomptables. | » |
| — Peregrin Tuc a «Barbarbrat», El Senyor dels Anells de J.R.R. Tolkien. | |   |

La seva veu, acompanyada de constants murmuris i sons retrunyents, és descrita com «una veu fonda com un instrument de vent molt baix». Segons assegura Humphrey Carpenter a J. R. R. Tolkien, una biografia, l'autor li va explicar en alguna ocasió a Nevill Coghill, un dels seus companys de l'Exeter College d'Oxford i del cenacle conegut com els Inklings, que havia basat la manera de parlar de Barbarbrat a l'estrepitosa veu d'un dels seus millors amics: el també escriptor C.S. Lewis. A més d'entesc, l'ent sap parlar oestron i quenya, i com la resta dels seus congèneres triga molt de temps a prendre una decisió, pensant en tots els detalls fins a estar-ne segur.
A més de Barbarbrat, joc de paraules que prové de la traducció del seu nom original en anglès (Treebeard: «barba d'arbre»), també és anomenat Fàngorn, el significat del qual és el mateix, però traduït de la llengua èlfica síndarin. No obstant això, cap d'ells és el seu veritable i aquest no és esmentat a la novel·la, ja que segons el mateix ent «em duria molt de temps» atès que sempre creix i és com un conte. Durant la conversa que manté amb Merry i Pippin en una de les seves llars al bosc de Fàngorn, Barbarbrat diu que és un dels ents més vells que encara queden amb vida a la Terra Mitja, juntament amb Rullfull (Finglas) i Pellcorfa (Flàdrif), a la fi de la Tercera edat del sol.

## Història fictícia
El 29 de febrer de l'any 3019 de la Tercera edat del sol, durant la Guerra de l'Anell, els hòbbits Pippin i Merry van entrar al bosc de Fàngorn escapant de les hosts d'orcs que els tenien capturats i es van trobar amb en Barbarbrat. Si bé al principi l'ent en desconfiava perquè els hòbbits no es trobaven a la seva llista de criatures vivents, en saber que eren amics de Gàndalf, descrit per Barbarbrat com «l’únic màgic que es preocupa de debò pels arbres», els va donar recer en una de les seves estades a Fàngorn, al Casal del Brull.
Allí els hòbbits li van explicar algunes de les aventures que havien viscut des de la seva sortida de la Comarca i ell alhora els va explicar històries sobre el seu passat, incloent la desaparició de les mullerents (ents dones) i de la seva estimada Fimbrèthil. Tot i això, es va enutjar en recordar les seves trobades a Fàngorn amb el màgic Sàruman, que en aquells moments estava arrasant part del bosc per alimentar els focs de la seva maquinària. Aleshores Barbarbrat va decidir convocar l'Assemblent per convèncer la resta d'ents que calia parar els peus d'en Sàruman i després de tres dies de deliberació van decidir atacar la fortalesa d'Ísengard.
Barbarbrat va anar fins a les portes que guardaven la vall fortificada i va cridar al màgic per demanar-li que es rendís. No obstant va rebre com a resposta l'atac dels orcs, llavors, els ents van destruir les portes i part de les muralles, començant a atacar la torre d'Òrthanc, on el màgic es trobava. Barbarbrat, tement pels seus davant l'encesa de la maquinària de Sàruman, i veient com alguns dels seus eren cremats completament, va ordenar que cessés l'atac. Els ents van bloquejar el riu Isen i a la nit van deixar anar els dics, de manera que l'aigua va inundar la vall i va apagar els focs. Després d'assolir la victòria, Barbarbrat es va encarregar de la custòdia d'en Sàruman, que s'havia tancat a la torre amb el seu seguidor, en Grima Llenguadeserp, que va arribar a Ísengard al cap de poc temps. No obstant això, com que no era capaç de veure un ésser viu tancat, l'ent va acabar deixant-los anar, tot assegurant-se que en Sàruman tancava Òrthanc i li lliurava la clau per a tornar-la al seu propietari, el rei de Góndor.

## Creació i desenvolupament
J. R. R. Tolkien fa referència a Barbarbrat per primera vegada en una de les versions que va escriure sobre l'arribada a Rivendell de Frodo Saquet i els hòbbits, datada de finals de 1938. En aquells moments el capítol portava com a títol «El Consell de N'Élrond», encara que el fragment en què apareix anomenat Barbarbrat correspon a la versió publicada de La Germandat de l'Anell a «Molts encontres». Gàndalf explica a Frodo que el motiu del seu retard va ser el seu captiveri per part del gegant Barbarbrat al bosc de Fàngorn, en comptes d'haver estat tancat per Sàruman al capdamunt de la torre d'Òrthanc com narra la versió definitiva.
| «          | Em van capturar a Fàngorn i el gegant Barbarbrat em va tenir captiu durant molts dies fatigosos. Van ser dies de gran desesperació. | » |
| — Gàndalf. | |   |

La primera descripció del gegant Barbarbrat apareix en un manuscrit datat de finals de juliol de 1939 i en què Tolkien va escriure, a part d'alguns versos d'El conte de Reeve, de Geoffrey Chaucer, que havia de recitar en un espectacle ofert per la Universitat d'Oxford, un fragment sobre la trobada d'en Frodo i Barbarbrat al bosc de Neldoreth. L'aspecte de conte infantil que ofereix aquest fragment era semblant al d'El hòbbit, ja que descriu el bosc com un jardí format per flors gegants les tiges dels quals semblaven troncs a en Frodo, de la mateixa manera la cama del gegant és confosa pel hòbbit amb un roure. Tolkien encara concep Barbarbrat com a malvat, encara que es mostra simpàtic, especifica al marge que està enganyant Frodo i que en realitat està aliat amb l'enemic. Poc després, en un esbós sobre els esdeveniments que tractaria en els capítols següents, Tolkien canviaria de nou la ubicació d'aquesta escena a Fàngorn, situat aleshores entre les Muntanyes Blanques i el riu Ànduin.
Després d'escriure la primera versió d'El Consell de N'Élrond, aquesta vegada el capítol definitiu i no el que passaria a anomenar-se «Molts encontres», Tolkien va elaborar un nou esbós sobre els esdeveniments posteriors. Barbarbrat passa a ser bo i comença a tenir aspecte d'arbre, amb la pell d'escorça, cabell i barba de branques i un vestit que sembla una ausberg de fulles. Es descriu com troba en Frodo, separat de la resta de la Germandat en ser capturats per l'enemic, i poc després Sam, que s'havia quedat al bosc buscant el seu amic, i com els gegants-arbres ataquen els assetjadors d'Ond (la futura Góndor) per alliberar a la Germandat. D'aquesta manera, a la tardor de 1939, Tolkien va elaborar un resum del nou argument que havia d'adoptar pel que fa al retard de Gàndalf i ho atribuïa als Genets Negres.
En diversos esbossos posteriors es va tornar a plantejar incloure un Barbarbrat malvat com a captor d'en Gàndalf. En un esbós de la trama datat aproximadament d'estiu de 1940 i en què s'inclouen esdeveniments fins al final de l'obra, Tolkien va començar a desenvolupar la trobada de Merry i Pippin, que arriben a Fàngorn després d'haver-se perdut buscant en Frodo i en Sam, amb en Barbarbrat. Aquest, convertit definitivament en un personatge bo, decideix portar els hòbbits a Minas Tirith i participar en la batalla per trencar el setge que pateix la ciutat.
En unes notes anteriors a la composició del capítol «Barbarbrat» i la datació del qual és desconeguda, Tolkien assenta algunes de les bases principals de la trama i converteix el personatge per primera vegada en un ent, tot i que encara no apareix res sobre l'Assemblent i la intenció d'aturar en Sàruman. El primer esborrany del capítol era pràcticament igual que la versió definitiva que apareix a Les dues torres, ja que els canvis que els diferencien van ser introduïts per Tolkien en passar el capítol a net. L'autor admetria més tard, que un cop va arribar al capítol, aquest es va escriure sol, sense cap preparació prèvia i sense haver-lo pensat.

## Interpretacions
Diversos autors han assenyalat que Tolkien va utilitzar el personatge de Barbarbrat per plasmar a El Senyor dels Anells els seus pensaments sobre temes com el medi ambient i la industrialització, encara que, poc després de la publicació de la novel·la, aquest va assegurar que l'ent era «un personatge de la meva història, no jo». A J. R. R. Tolkien, una biografia, Humphrey Carpenter descriu el personatge com la representació de «l'última expressió de l'amor i el respecte» que l'autor sentia pels arbres.
Matthew T. Dickerson i Jonathan Evans assenyalen a Ents, Elves, and Eriador: The Environmental Vision of J.R.R. Tolkien, que tot i que mostra Barbarbrat davant la falta de preocupació, fins i tot entre els elfs, per la natura, recull en poques paraules part de l'ètica ambiental que l'escriptor propugna a El Senyor dels Anells i altres obres. Dickerson i Evans assenyalen també a la seva obra, igual que Joseph Pearce a Tolkien: home i mite, que l'antipatia que J. R. R. Tolkien sentia cap a la industrialització es mostra en l'hostilitat de Barbarbrat cap al màgic Sàruman en frases com «Té una ment de metall i rodes i no el preocupen les coses que creixen, excepte quan les pot utilitzar immediatament».
En la comparació que Joseph Pearce fa de J. R. R. Tolkien i G. K. Chesterton a la seva obra, assenyala que tots dos compartien l'amor per la tradició i el tradicionalisme i que a El Senyor dels Anells és el personatge de Barbarbrat qui encarna aquests valors.

## Adaptacions a altres mitjans

### Cinematogràfiques

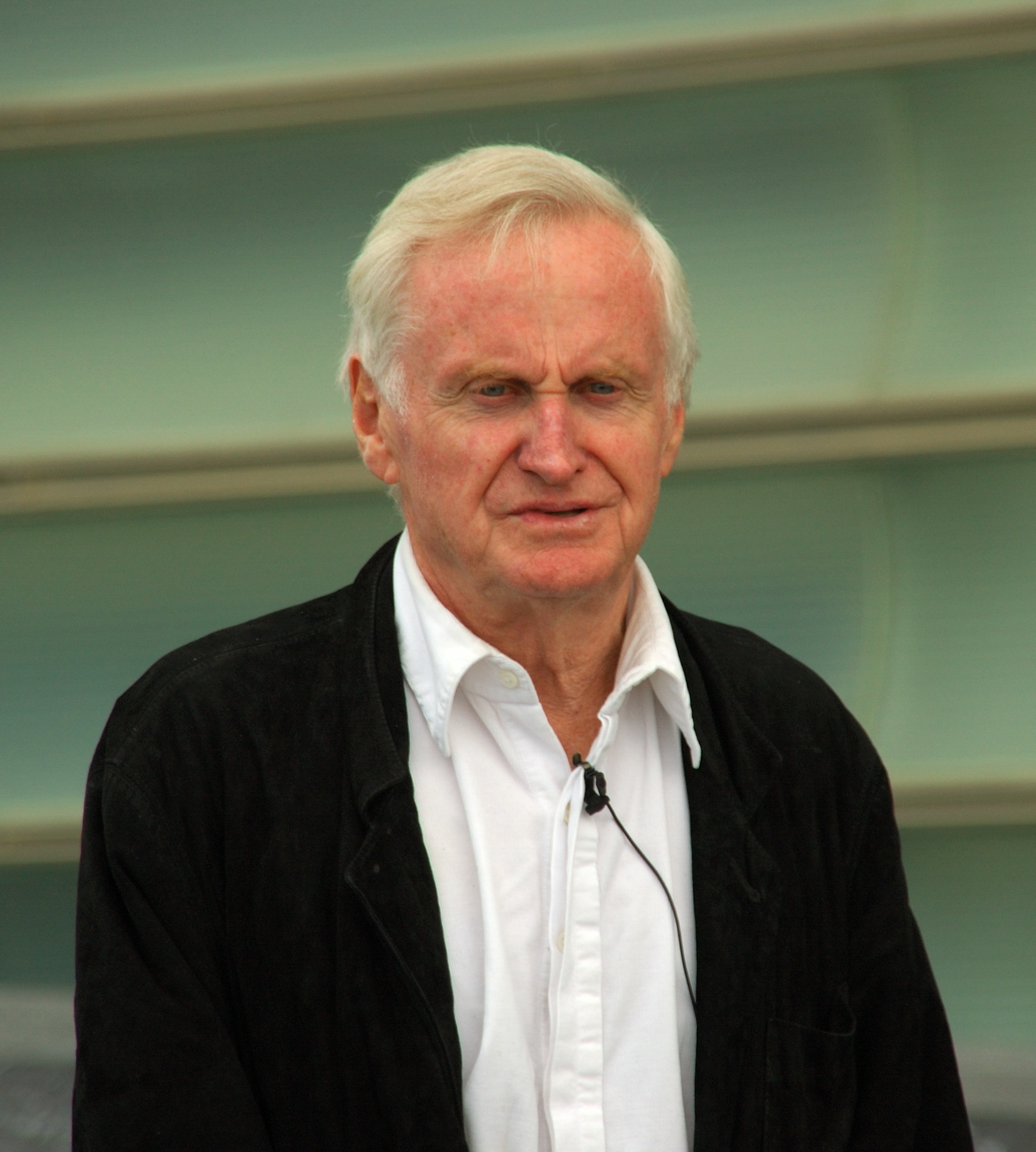
El cineasta John Boorman, el projecte del qual per realitzar una adaptació dEl Senyor dels Anells va ser suspès a causa del seu cost elevat.

En 1957, una companyia nord-americana va proposar a J. R. R. Tolkien la realització d'una versió en dibuixos animats del Senyor dels Anells. Si bé l'autor va donar el seu vistiplau a alguns dels esbossos elaborats per a la pel·lícula, el guió elaborat per Morton Grady Zimmerman incloïa nombroses modificacions en la història, la qual cosa va provocar la seva indignació i finalment la cancel·lació del projecte. En una carta a Forrest J. Ackerman, agent de la companyia que s'encarregaria de l'adaptació, Tolkien lamentava el tractament donat al capítol «Barbarbrat» i el considerava «un aspecte d'alguna cosa completament inintel·ligible».
L'empresa United Artists va contractar el cineasta John Boorman per fer una adaptació en imatge real a mitjans dels anys 1970, però el cost de la pel·lícula va fer que finalment no es portés a terme. En el guió elaborat, el capítol dedicat a Barbarbrat havia de ser narrat pel hòbbit Merry Brandiboc com un salt enrere. El director Ralph Bakshi es va posar al capdavant del projecte i va aconseguir que l'empresa distribuís la pel·lícula. Modificat el guió per Peter S. Beagle, Bakshi va realitzar una adaptació en format de dibuixos animats i rotoscopi en què John Westbrook va ser qui es va encarregar de posar veu al personatge de Barbarbrat.

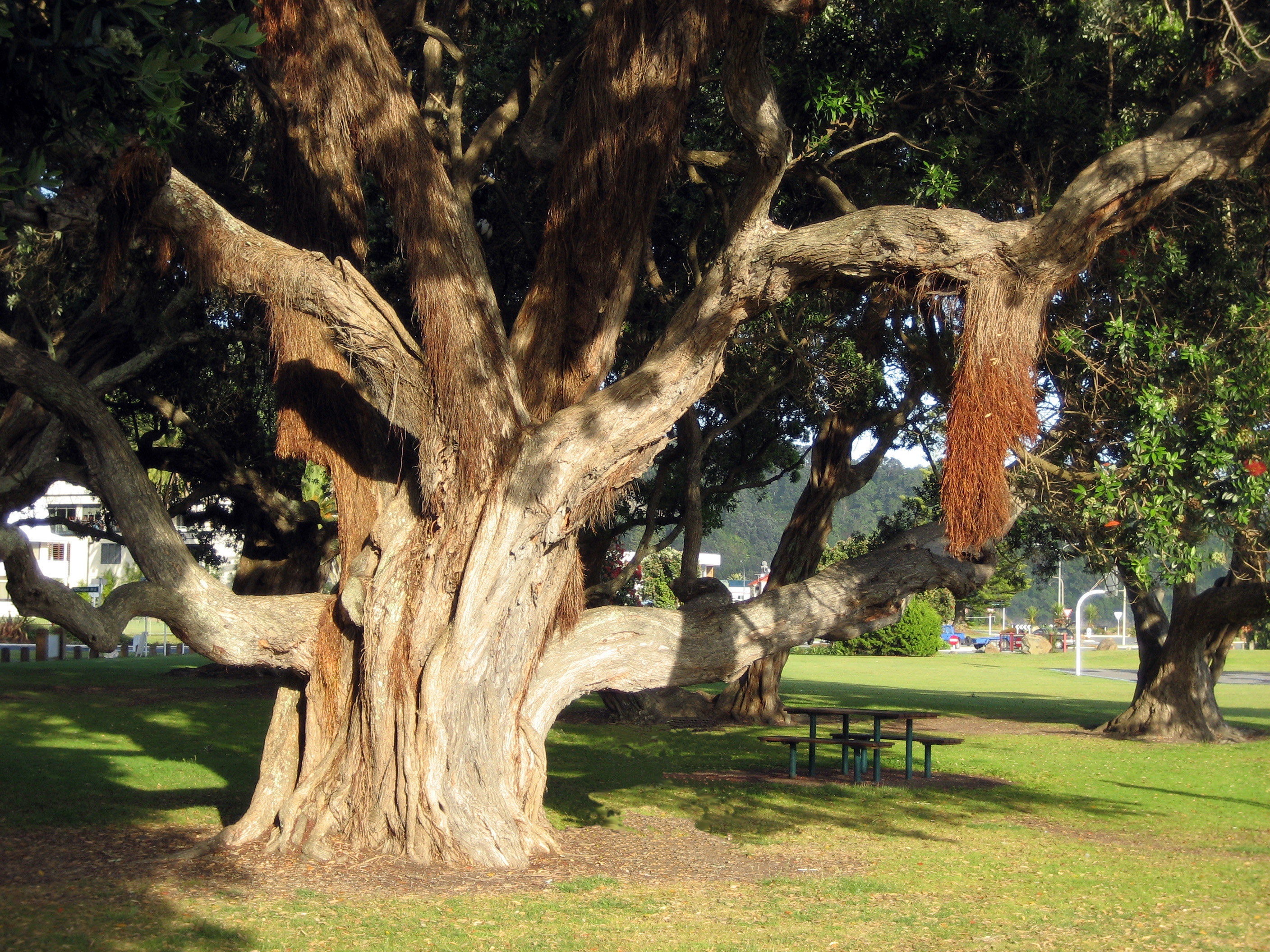
Daniel Falconer i Shaun Bolton, dos dels dissenyadors de la trilogia cinematogràfica dEl Senyor dels Anells, van esculpir la cara de Barbarbrat mitjançant motlles trets d'un arbre pohutukawa.

Barbarbrat també apareix en dues de les pel·lícules que formen la trilogia cinematogràfica d'El Senyor dels Anells dirigida pel neozelandès Peter Jackson: Les dues torres (2002) i El retorn del Rei (2003). L'empresa Weta Workshop, encarregada del disseny de producció de la trilogia, va començar a treballar a Barbarbrat el 1998. Daniel Falconer, un dels dissenyadors i seguidor de l'obra de Tolkien des de petit, tenia al cap des de feia temps la forma que havia de tenir l'ent i el primer dibuix que va realitzar durant el primer dia de treball centrat en el personatge va ser el que Jackson va escollir per marcar la seva línia de disseny. A partir d'aquest se'n van fer diverses modificacions i se'n van esculpir nombroses versions de maquetes a petita escala fins que Jackson va aprovar el disseny definitiu.
Amb l'objectiu que la imatge del personatge fos rica en detalls als plans curts, l'equip de Weta va fer una marioneta a mida real de la part superior de Barbarbrat. Falconer i Shaun Bolton es van encarregar d'esculpir la seva cara mitjançant motlles trets d'un arbre pohutukawa i Gino Acevero va fabricar els seus globus oculars, els quals podien moure's a través d'un control remot; la barba va ser feta a partir d'arrels d'arbres, branques i molsa. La resta del cos va ser esculpit sobre plaques d'escorça d'uretà col·locades sobre una armadura interior que permetia el moviment de les articulacions per mitjà de pistons pneumàtics. A causa de la dificultat que suposava articular el rostre de la marioneta, l'equip de Weta Digital, encarregat dels efectes especials de la trilogia, va fer servir fons d'acció per canviar la cara per una de digital. Per això van realitzar un escàner del cap de la marioneta i van crear un mecanisme d'animació facial similar al que van usar amb el personatge d'en Gòl·lum.

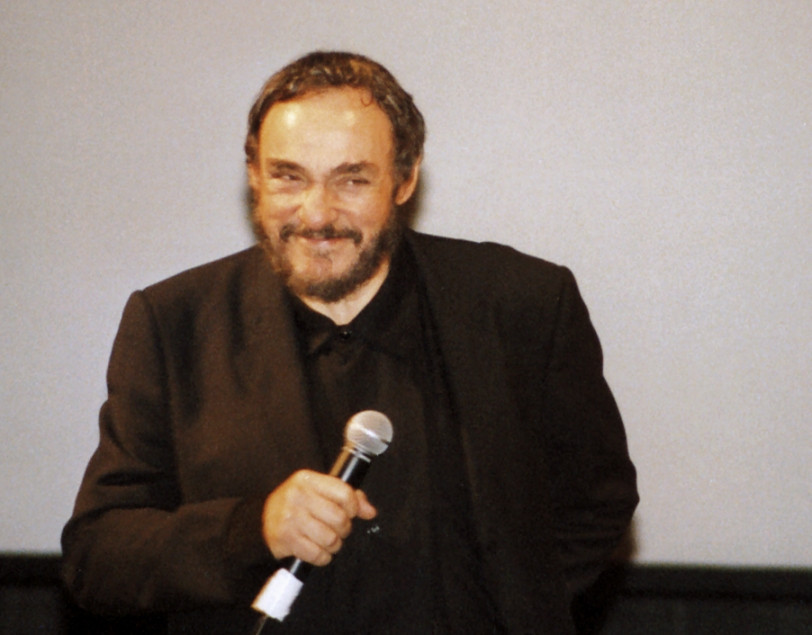
John Rhys-Davies, actor que dona veu a Barbarbrat a la trilogia cinematogràfica dEl Senyor dels Anells dirigida per Peter Jackson.

Per a la veu de Barbarbrat, de la qual es va fer servir la de l'actor John Rhys-Davies, l'equip de so va construir una caixa de fusta de dos metres d'alçada i li van acoblar altaveus a dins. En primer lloc, van gravar la veu de Rhys-Davies i la van emetre des d'una banda de la caixa per tornar-la a gravar des de l'altra; d'aquesta manera, la veu resultant tenia un ressò de fusta després d'haver-hi rebotat.
A diferència del que va passar a la novel·la, a la pel·lícula Les dues torres l'Assemblent decideix no fer front a l'amenaça que suposa en Sàruman per a en Fàngorn. No obstant això, quan Barbarbrat es disposa a portar en Merry i en Pippin fora del bosc i veu la devastació causada pels orcs, que havien tallat nombrosos arbres perquè aquests servissin de combustible a les màquines d'en Sàruman, l'ent crida ple d'ira i molts ents acudeixen a la crida, començant així l'atac a Ísengard. Una de les escenes que apareix a l'edició estesa del DVD de Les dues torres mostra com Barbarbrat salva Merry i Pippin quan són atrapats per un arbre a Fàngorn. Aquesta escena és un homenatge que els guionistes, Jackson, Fran Walsh i Philippa Boyens, van voler rendir al personatge de Tom Bombadil davant les crítiques sorgides per la desaparició d'aquest en el primer lliurament de la trilogia, La Germandat de l'Anell. Aquest arbre representa el vell Home-Salze i les paraules que pronuncia en Barbarbrat són similars a les de Bombadil a la novel·la.

### Radiofòniques i musicals
L'agost de 1952 J. R. R. Tolkien va visitar George Sayer a Worcestershire (Regne Unit) i junts van gravar en cintes d'àudio diversos registres magnetòfons de passatges de la novel·la El hòbbit i dels manuscrits encara per publicar d'El Senyor dels Anells. En una carta escrita poc després i adreçada al seu editor, Rayner Unwin, l'autor assegurava que les seves millors interpretacions havien estat les de Gòl·lum i Barbarbrat i li preguntava si la BBC no hi podria estar interessada. Es desconeix si aquesta pregunta va obtenir resposta, però anys després, el 1975, aquestes cintes serien publicades en forma de disc de llarga durada.
La primera adaptació d'El Senyor dels Anells es va fer per a la ràdio entre els anys 1955 i 1956, i consistia en un serial de dotze episodis, tots ells adaptats i produïts per Terence Tiller, que la BBC Radio va emetre al Regne Unit i en què Valentine Dyall va donar veu a en Barbarbrat. Anys després, el 1981, la mateixa emissora va emetre una altra sèrie basada en la novel·la i en què Stephen Thorne es va encarregar de prestar donar veu al personatge.

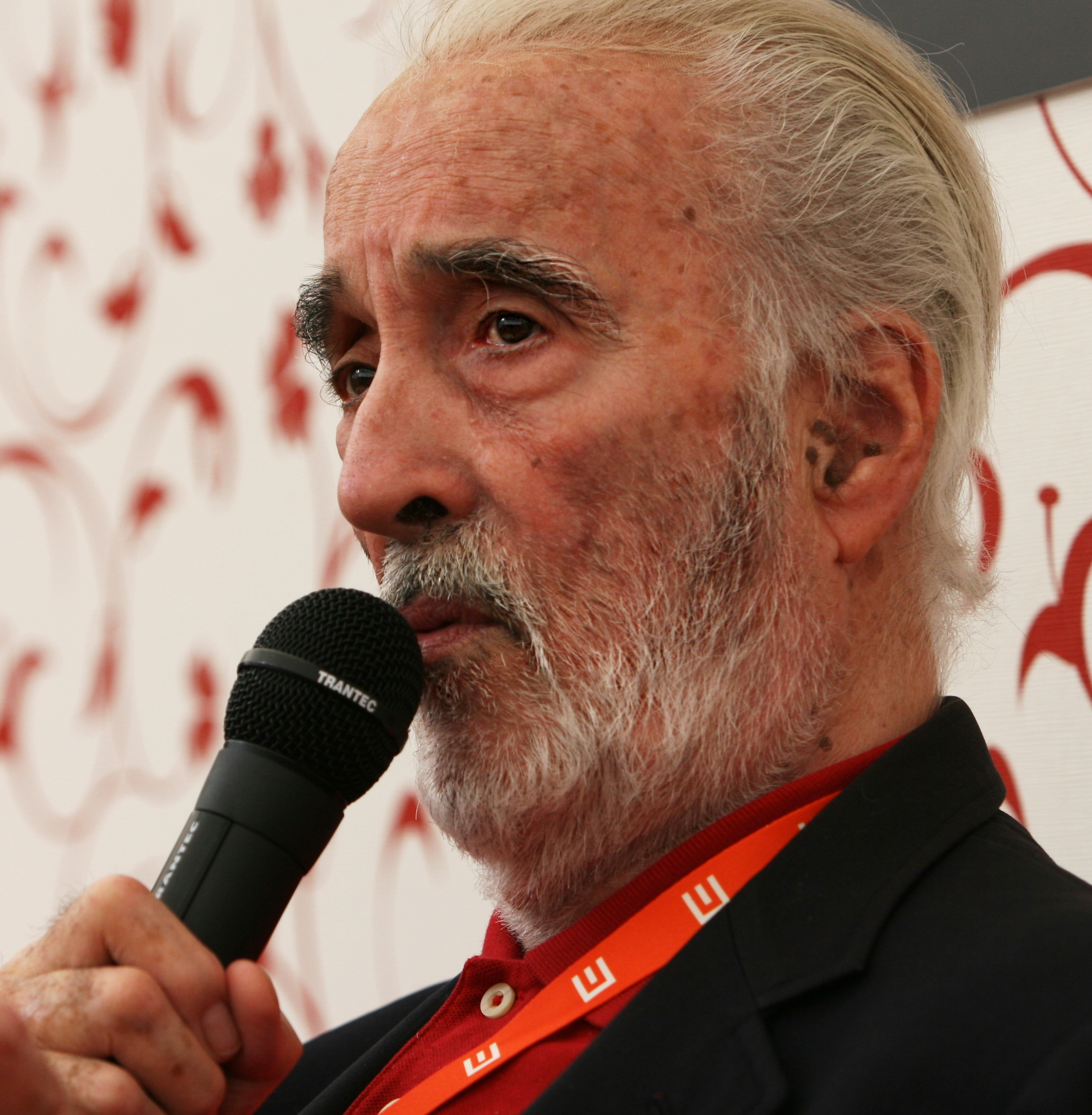
L'actor Christopher Lee va prestar la veu per doblar Barbarbrat en dues cançons del grup de música danès Tolkien Ensemble.

El 2003 Tolkien Ensemble va publicar At Dawn in Rivendell, un àlbum que recull una sèrie de cançons i poemes d'El Senyor dels Anells versionats pel grup de música danès. L'actor Christopher Lee hi interpreta Barbarbrat i fa de narrador. Les dues cançons en què intervé el personatge són «The Long List of the Ents», on Lee només parla, i «Treebeard's Song», on canta.
Barbarbrat també ha aparegut en la producció musical d'El Senyor dels Anells dirigida per Matthew Warchus. En les representacions que van tenir lloc a Toronto (Canadà) durant l'any 2006, el personatge va ser interpretat per Shawn Wright, mentre que en aquelles del Teatre Drury Lane de Londres, on es va traslladar el musical a mitjan 2007 després d'una extensa reescriptura, Michael Hobbs va ocupar el paper de Barbarbrat.

### Jocs
Games Workshop va elaborar una figura de Barbarbrat amb els hòbbits Merry i Pippin a sobre seu per al seu joc de miniatures basat en la trilogia cinematogràfica d'El Senyor dels Anells. També apareix a les dues parts del videojoc El Senyor dels Anells: la batalla per la Terra Mitjana (2004 i 2006), on és doblat per Bob Joles en la versió original anglesa. A la segona part pot ser invocat en triar la raça dels elfs i després de construir l'edifici que porta per nom «Assemblent». Les seves habilitats són les mateixes a les dues parts:
| Nom                   | Efecte                                                                             |
| --------------------- | ---------------------------------------------------------------------------------- |
| Atac curt/llarg abast | Canvia entre aquestes dues modalitats. O bé colpeja l'objectiu o li llança pedres. |
| Bombarder             | Bombardeja una zona llançant pedres.                                               |

## Estàtua
A finals de la dècada de 1990, els habitants de Moseley, a Birmingham, Regne Unit, van suggerir la possibilitat de rendir un homenatge a J. R. R. Tolkien per les connexions entre el barri i l'escriptor, qui hi va viure durant la seva infantesa. David Guest, president del fòrum de Moseley, es va situar al capdavant de la planificació per aixecar una estàtua que seria esculpida per Tim Tolkien, net de Hilary Tolkien, germà de l'escriptor.
Construïda d'acer inoxidable recobert de coure, aconseguiria una alçada de 25 peus i representaria el personatge de Barbarbrat caminant i portant els germans Hilary i John Ronald. A més, s'hi gravarien els noms dels col·laboradors que aportessin diners al projecte. Davant les reclamacions presentades perquè podia distreure l'atenció dels conductors, l'esàtua es va traslladar i se'n va reduir l'alçada. Finalment, després de tres anys de planificació, l'ajuntament de Birmingham va aprovar-ne la construcció el 1r de març del 2007 i la instal·lació va començar al maig d'aquest mateix any.